# Lullingstone Castle

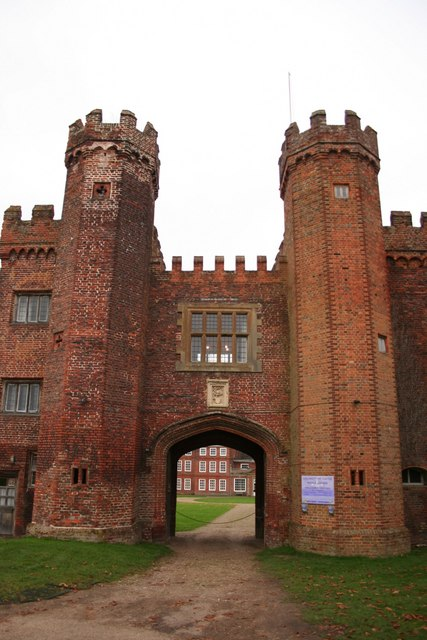
Puerta de entrada del, restaurada del "Lullingstone Castle".

Lullingstone Castle es una mansión histórica, situada en  una finca de la localidad de Lullingstone, en la parroquia de Eynsford, en el condado inglés de Kent. Ha estado habitada por miembros de la familia Hart Dyke durante veinte generaciones, incluido el actual propietario, Tom Hart Dyke. Tanto los jardines como el castillo están abiertos al público de abril a septiembre.

## Historia
Mencionada en el Domesday Book, la mansión de Lullingstone fue adquirida en 1279 por Gregory de Rokesley, quien sirvió durante ocho mandatos como alcalde de Londres. Se transmitió durante varias generaciones dentro de la familia Rokesley, antes de ser vendida a la familia Peche. La actual casa solariega fue iniciada en 1497 por Sir John Peche, Alto Sheriff de Kent durante 1494-95 y más tarde (1509) Lord Diputado conjunto de Calais. Enrique VIII y la reina Ana eran visitantes asiduos de la casa.
En 1543, la propiedad pasó por matrimonio a su sobrino, Sir Percyvall Hart, mayordomo principal y caballero precursor del rey Enrique VIII, el rey Eduardo VI, la reina María I y la reina Isabel I. Murió en 1580 y la propiedad pasó a su nieto. Señor Percival Hart. En mayo de 1603 envió pescado y aves de corral desde la finca de Lullingstone al rey Jacobo I, que se encontraba en Theobalds House. La casa pasó a su bisnieto, otro Percival Hart, Alto Sheriff de Kent en 1706, quien remodeló la casa y la rebautizó como Castillo de Lullingstone. Dejó una hija, Anne, quien a su vez se casó con John Bluet y Sir Thomas Dyke.

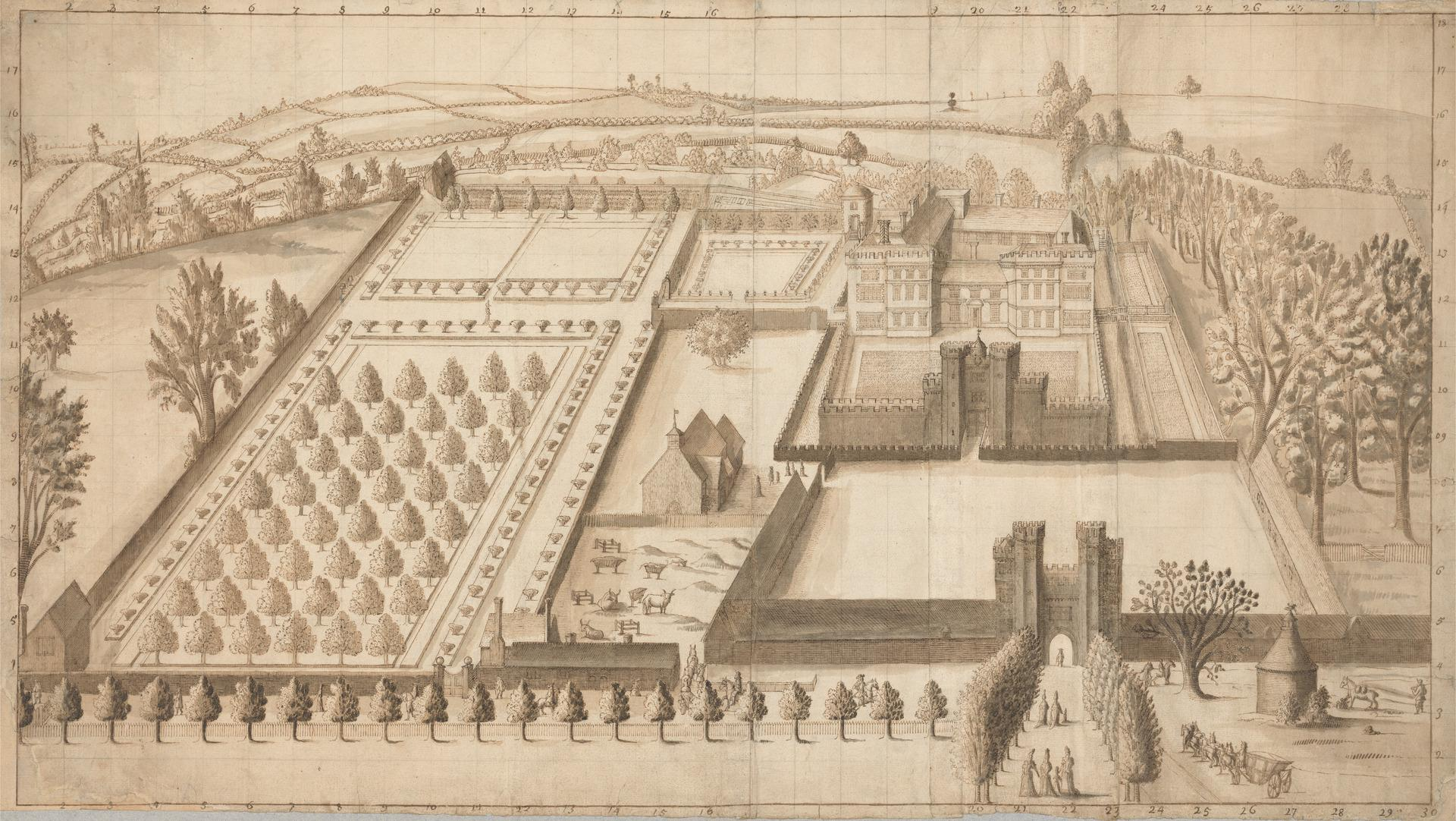
Un dibujo del castillo de Lullingstone fechado en torno a 1670 y conservado en el Centro de Arte Británico de Yale

En 1934, la finca se vendió a Kemp Town Brewery, quien la revendió al Consejo del condado de Kent en 1938. Fue ocupada por el ejército durante la Segunda Guerra Mundial. A mediados de la década de 1960, el consejo del distrito rural de Dartford instaló un campo de golf en el terreno y creó un parque público. La casa en sí sigue en manos de la familia Hart Dyke.

## Arquitectura

### La casa

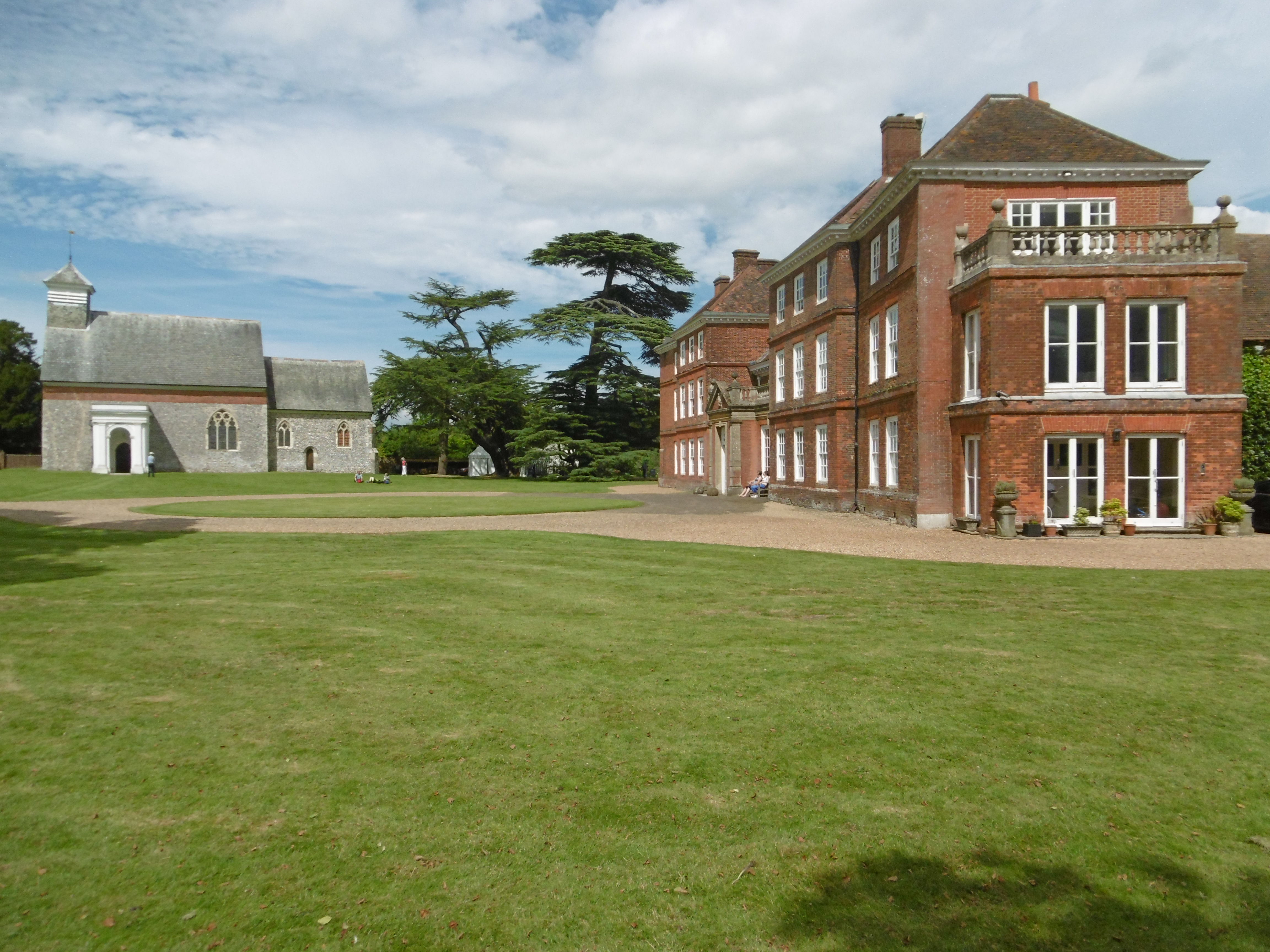
La casa principal y la iglesia de San Botulfo

La casa, ahora conocida como Castillo de Lullingstone, fue construida entre 1543 y 1580 por Sir Percyvall Hart como Casa Lullingstone. Es un edificio catalogado monumento protegido de Grado II* de ladrillo rojo y de tres plantas. Se pueden ver rastros del edificio original del siglo XVI en las fachadas septentrional y oriental, entre las cuales se encuentra el remodelado frontal de entrada en Estilo Reina Ana, de dos pisos.

### La puerta de entrada

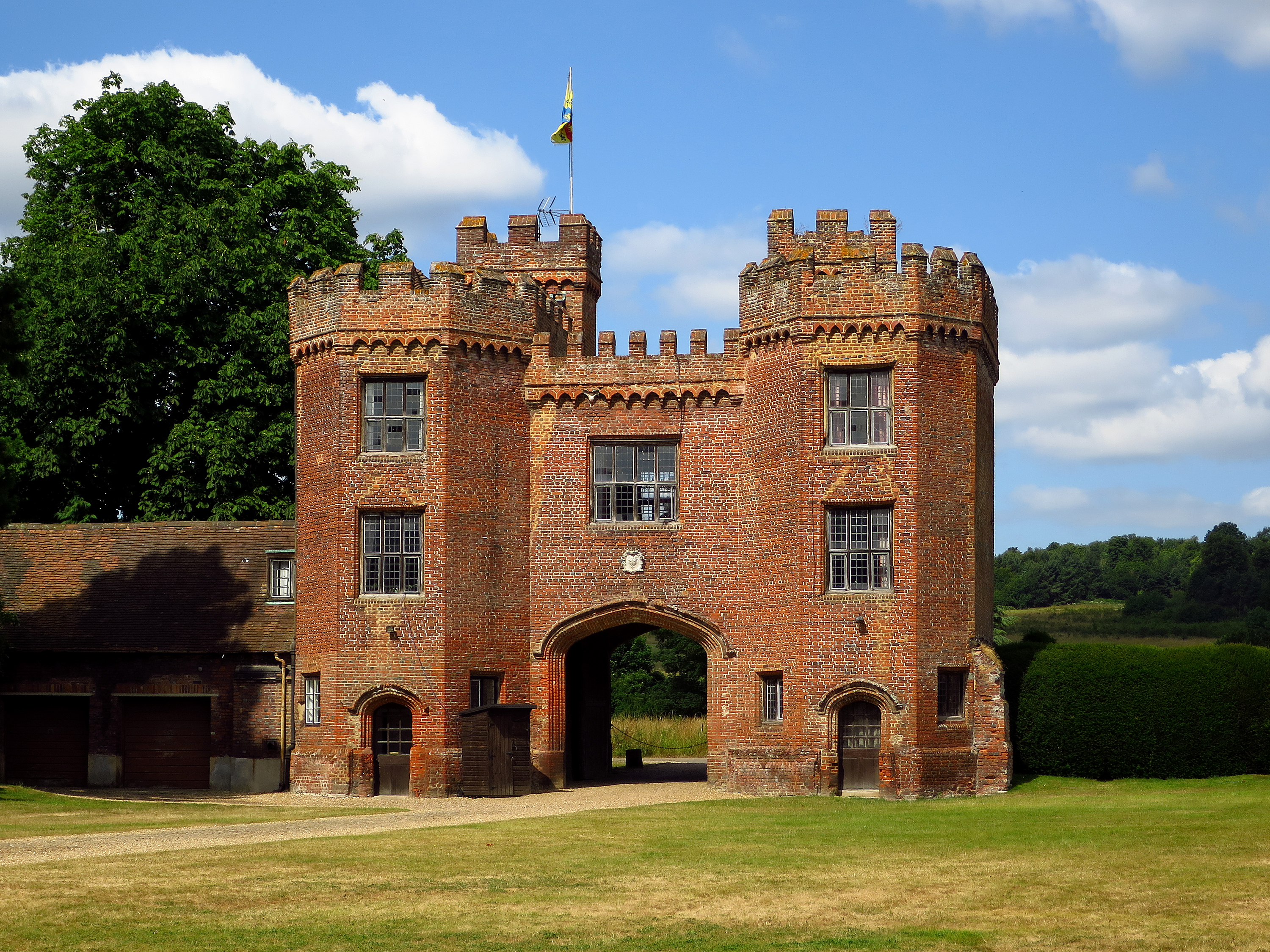
Puerta de entrada exterior al castillo de Lullingstone

La casa solía tener dos puertas de entrada, una puerta de entrada exterior, que se conserva, y una puerta de entrada interior, que fue demolida en el siglo XVIII. La puerta de entrada exterior se construyó a finales del siglo XVI, pero puede estar basada en cimientos anteriores establecidos por Sir John Peche, lo que la convierte potencialmente en una de las primeras en Inglaterra construida enteramente de ladrillo. Es un edificio catalogado de Grado I, lo que significa que es un edificio de excepcional interés.

## Los jardines
El parque circundante de 49 [Hectárea|hectáreas]] era anteriormente un parque de ciervos vallado, y el castillo servía como pabellón de caza. Los terrenos están ubicados junto al río Darent y en su interior se esconden la casa de baños de la reina Ana y una nevera que data del siglo XVIII. La mayoría de los terrenos de la antigua propiedad constituyen ahora Lullingstone Country Park y están catalogados como de Grado II, es decir, como un monumento particularmente importante de más que especial interés.
El parque contiene algunos de los robles más antiguos de Gran Bretaña; flores silvestres; una iglesia dedicada a San Botulfo, levantada sobre una construcción de época normanda (o puede que incluso anterior]]; y un jardín amurallado, que se extiende sobre lo que en época romana fue la villa romana de Lullingstone. Este jardín emparedado - previamente un Jardín de Hierbas diseñado por Eleanour Sinclair Rohde - ha sido convertido recientemente en un "jardín del mundo de las plantas" por el heredero actual del castillo (y la vigésima generación del Hart Dyke), el recolector de plantas Tom Hart Dyke. Esa conversión era el tema de la serie BBC2 Save Lullingstone Castle. Tom Hart Dyke y World Garden aparecieron nuevamente en la primavera de 2007 en la serie de BBC2, Return to Lullingstone Castle.
Zoe Dyke creó aquí la granja de seda Lullingstone, que fue visitada por la reina María y, como resultado, creó seda para la túnica de coronación del rey Jorge VI. Desde entonces, la granja se mudó, pero ha producido seda para otros eventos reales importantes, incluido el vestido de novia de la futura Isabel II y el vestido de novia de Diana de Gales.